# Дентекане (Авелино)
Дентекане је насеље у Италији у округу Авелино, региону Кампанија.
Према процени из 2011. у насељу је живело 201 становника. Насеље се налази на надморској висини од 390 м.